# Amphiprion perideraion
Amphiprion perideraion — вид окунеподібних риб родини  помацентрових (Pomacentridae).

## Опис
Досягають довжини 10 см. Тіло риби помаранчевого кольору. Тонка біла поперечна смуга проходить через головою перед  зябровою кришкою. Біла довга смуга починається на морді і тягнеться уздовж білого спинного плавця до основи хвоста. Хвостовий плавець білий. Інші плавці прозорі. У спинному плавці 9-10 жорстких променів і 16-17 м'яких. Анальний плавець складається з двох жорстких і 12-13 м'яких променів.

## Поширення і спосіб життя
Мешканці коралових рифів  Південно-Східної Азії,  Нової Гвінеї,  Меланезії,  Мікронезії, від узбережжя північної  Австралії до островів Рюкю. Біля острова Балі він живе разом з близькоспоріднених видом  Amphiprion akallopisos поруч з тією ж актинією. Риби живуть у симбіозі з 4 видами актиній:Macrodactyla doreensis, Heteractis crispa, Heteractis magnifica й Stichodactyla gigantea.

## Галерея

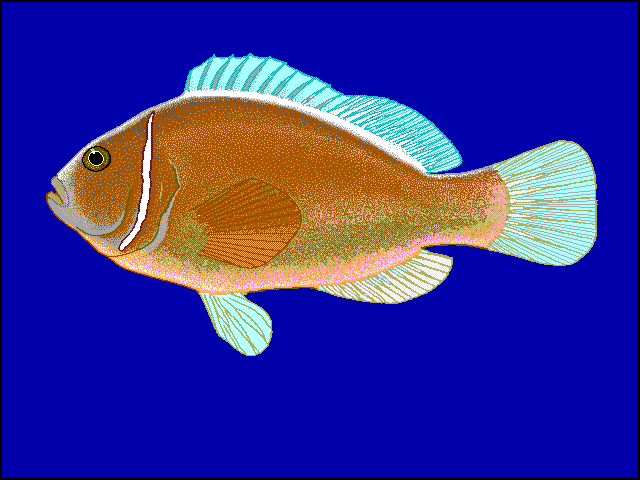
A. perideraion
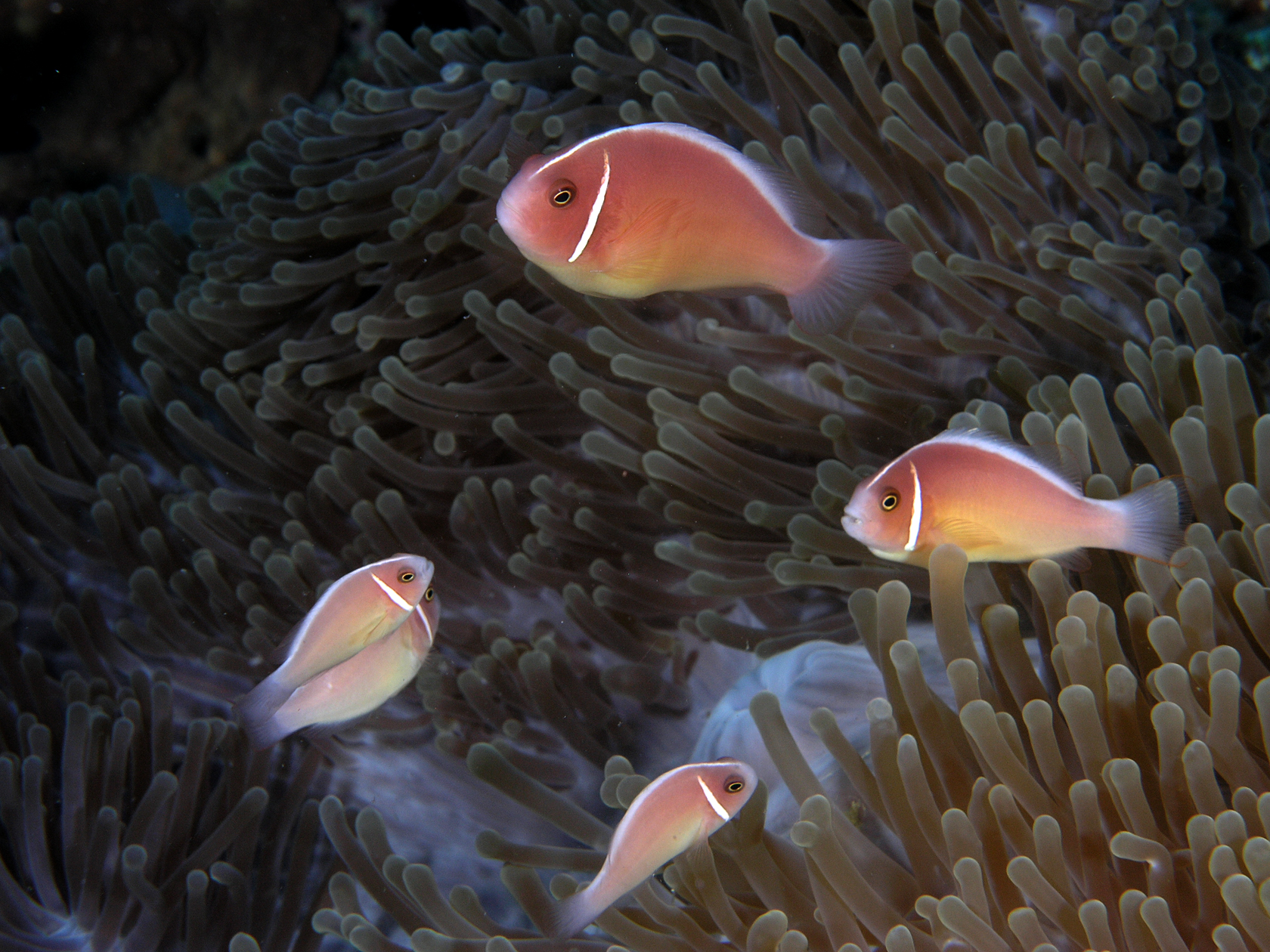
Several A. perideraion біля острова Комодо
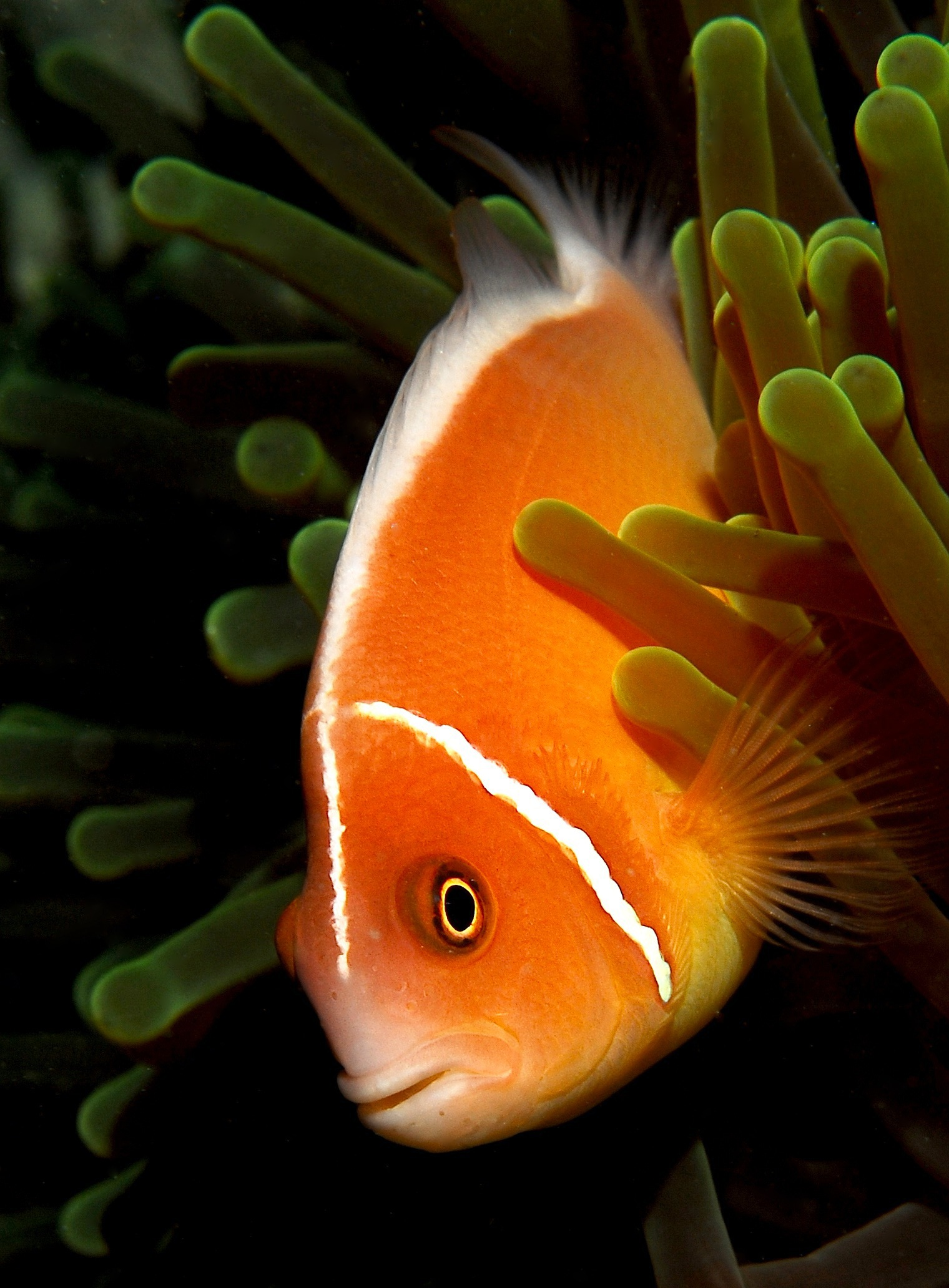
A. perideraion
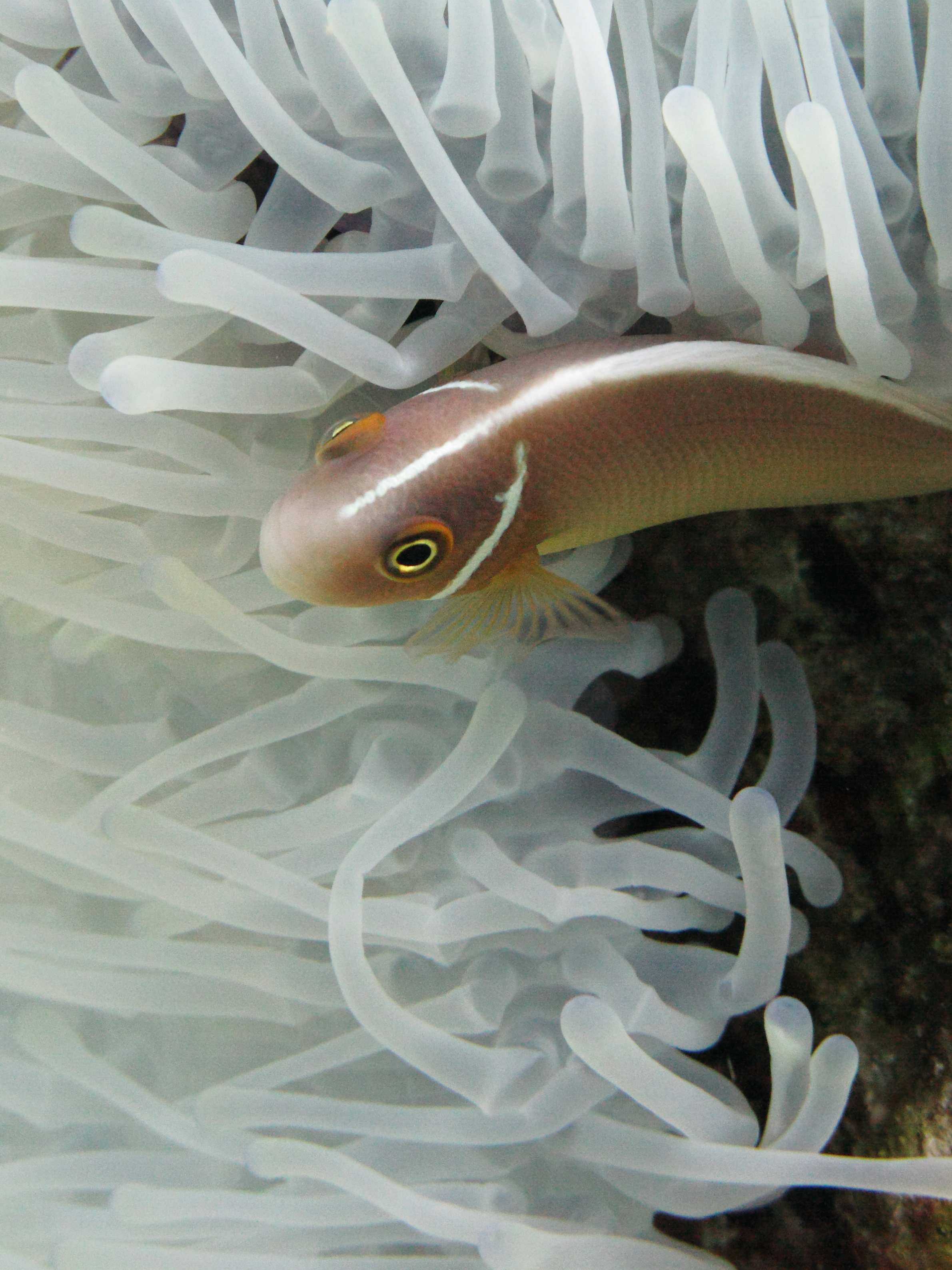
A. perideraion